# Sax-Schwende-Bruch

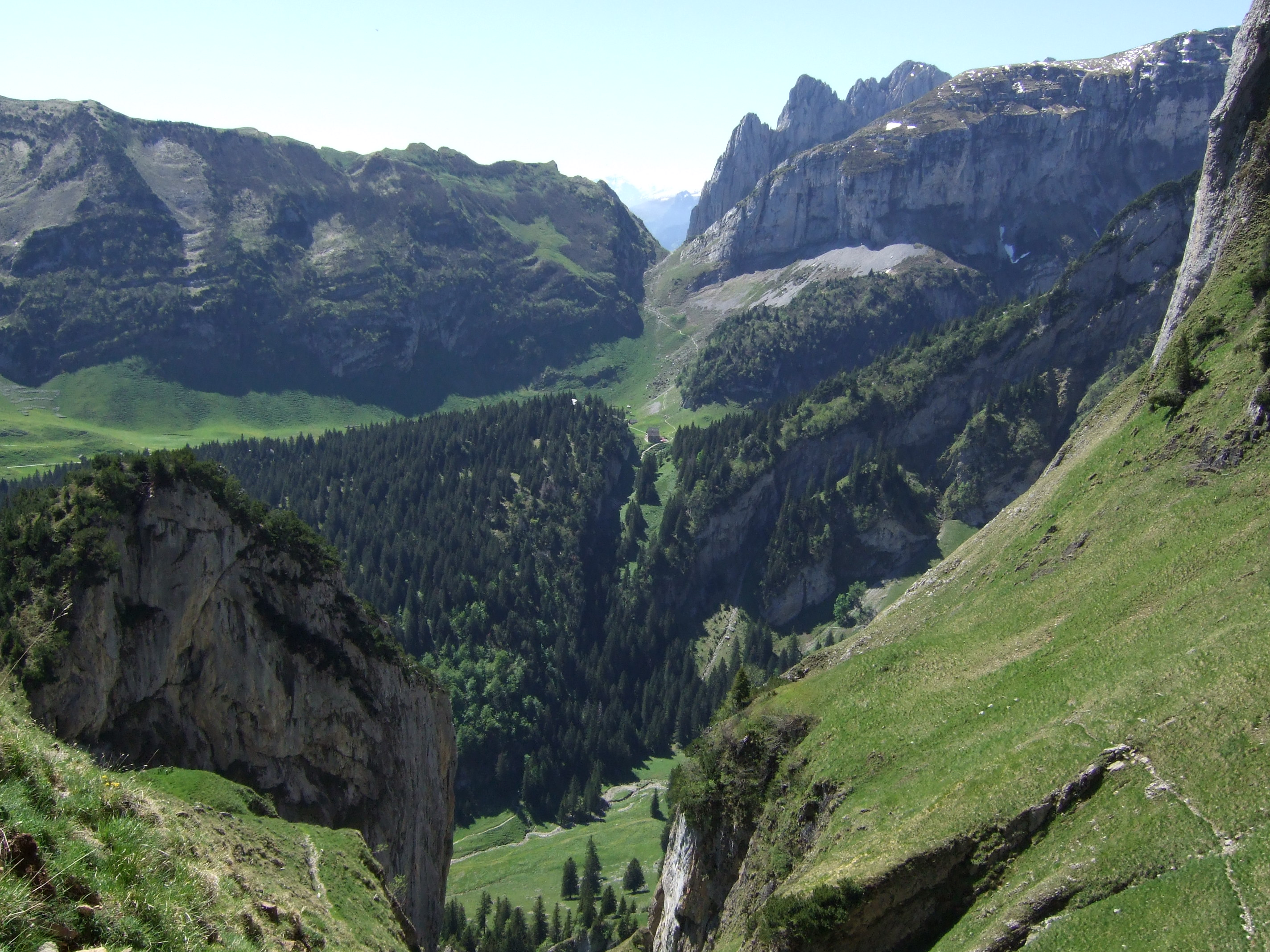
Der gut sichtbare Bruch von der Bogartenlücke nach Süden zur Saxer Lücke gesehen. In der Bildmitte der gut sichtbar abrupt endende Stiefelwald.

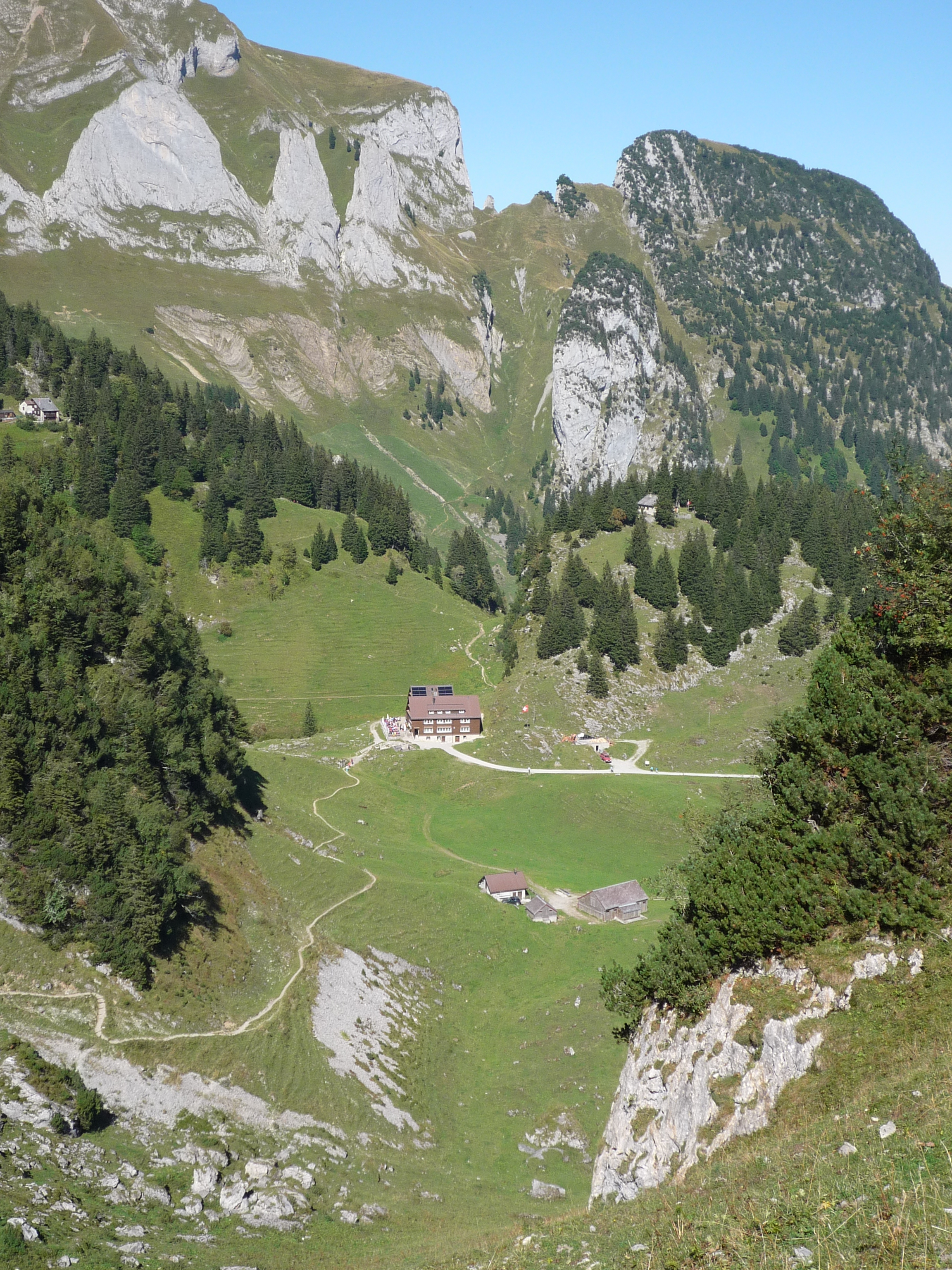
Sicht aus der Region Saxerlücke in Richtung Bogartenlücke.

Der Sax-Schwende-Bruch ist eine markante Verwerfung im Alpstein-Gebiet und bildet ein Geotop von nationaler Bedeutung. An dieser Bruchlinie wurden sämtliche Bergketten im östlichen Querschnitt nach Norden verschoben.

## Verlauf
Die namensgebenden Orte Sax im St. Galler Rheintal und Schwende im Appenzellischen markieren die Enden der sichtbaren Verschiebung. Von Sax im Süden verläuft der Bruch zur Saxer Lücke (1650 m ü. M.), seinem ersten Passübergang. Auf der anderen Seite der Saxer Lücke liegt das Alpgebiet Bollenwees, wo die verschobene Ostseite mit dem Faltenscheitel «Stiefel» den Fählensee in dessen Faltenmulde staut. Von Bollenwees verläuft der Bruch gut sichtbar mit einem Felsabbruch vom Stiefelwald nordwärts ins Gebiet «Chalberweid» und steigt wieder an zur Bogartenlücke, mit 1'709 Metern über Meer rund 50 Meter höher als die Saxer Lücke. Von der Bogartenlücke geht der sichtbare Bruch in zwei Stufen hinunter nach Wasserauen. Nördlich von Wasserauen bleibt die Alpsteinkette mit deren Gestein am Bruch nochmals in Form von zwei Felswänden östlich der Ebenalp ohne Fortsetzung.